# 名誉市長
名誉市長（めいよしちょう、英：Honorary Mayor）とは、市と称する行政区の定める栄誉職または栄誉称号または民間の法人・団体が定める名誉称号の一種。類似する役職・称号として名誉町長、名誉村長、関連する役職・称号として名誉副市長、名誉助役がある(いずれも本項で解説)。

## 名誉市長
名誉市長とは主に、市制を敷く自治体が制定する役職で市長経験者のほか、市内の功労者、市の出身著名人、或いは何らかの縁故ある者にその業績の顕彰や慰労、敬意と称賛、その人物の事績を歴史に留めることを目的として選出される役職または贈呈される称号である。

### 自治体の名誉職としての名誉市長
日本では、政治家として鐸木三郎兵衛が福島市名誉市長となっているほか、片岡安が金沢市名誉市長に、元貴族院議員で元衆議院議員の尾崎元次郎が静岡市名誉市長に、大竹藤知が豊橋市名誉市長となっている。また、久留米市では1938年から42年にかけては石橋徳次郎は無給の名誉市長として市政を司った。芸能人では、日本の俳優である杉良太郎がハワイ州ホノルル市の名誉市長を務めている。ドイツのフェルデン市長は第二次世界大戦後、1946年から2004年まで名誉市長と市監督官の二人体制であったが、現在は統一されている。

### 市外の人物に贈る栄誉称号としての名誉市長
米国ルイジアナ州バトンルージュ市では、二胡奏者許可に名誉市長の称号を贈っているほか、2012年10月20日には1992年10月に米国のハロウィーン行事にて誤って市民から射殺された日本人留学生の両親が事件のあった同市のメルビン・ホルデン市長から名誉市長の称号が贈られている。

### 著名人に贈る称号としての名誉市長
また、米国では、特に著名な功績を上げた人物にこの称号が贈られる例があり、宇宙飛行士で米国空軍中佐のガス・グリソムがバージニア州ニューポートニューズの名誉市長称号を贈呈されており、コメディアンのボブ・ホープはカリフォルニア州パームスプリングスの名誉市長となっている。そのほか、フロリダ州ブランドン ではナット・ストームズが初の名誉市長に、ジョニー・グラントがハリウッドの名誉市長となっており、女優のナンシー・カートライトも2005年にカリフォルニア州ロサンゼルス郊外にあるNorthridgeの名誉市長に選ばれている。
フランスでもプロヴァンス＝アルプ＝コート・ダジュール地域圏、アルプ＝マリティーム県のコミューン、カップ＝ダイユではウィンストン・チャーチルを名誉市長に迎えている例がある。

### マスコットキャラクターとしての名誉市長
マスコットとしては、米国アラスカ州マタヌスカ・スシトナ郡のタルキートナで、1997年7月から2017年7月21日まで、ネコのスタッブスが名誉市長を務めていた。

## 名誉副市長

### 自治体の名誉職としての名誉副市長
韓国の首都　ソウル特別市では名誉副市長の職を定めている。

## 名誉町長

### 自治体の名誉職としての名誉町長
自治体の名誉職の一つに名誉町長がある。日本では明治から昭和期にかけての俳人 水野草坡が兵庫県武庫郡御影町の警察署長次いで名誉町長となったのはその例といえる。

## 名誉村長
名誉村長とは、村と称する行政区域ないし団体・地域の定める栄誉職や称号であり、その意義や目的は名誉市長と同様である。但し、村とは自治体に限らず、恒久的に置かれる施設や一時的に置かれる施設の名称にも用いられる性質上、名誉村長の事例はより多様である。

### 自治体の名誉職としての名誉村長
主に戦前の日本においては、名誉職として名誉村長を置く例があった。今日でもヨーロッパなどでは名誉職として存在している。かつて、富山県上新川郡にあった浜黒崎村(現：富山市)では第3代村長の長井清吉が名誉村長となっている。

### セレモニーのシンボルとしての名誉村長
名誉村長には、自治体が定める名誉村長の称号の他に、オリンピックにおいて開かれる選手村、或いは村と称する遊興施設等のシンボルまたはイメージキャラクターとして起用される役職として存在する。
1997年に開催された長野オリンピックでは選手村の選手村名誉村長に、元皇族で近衛忠煇夫人の近衞甯子が推戴されている。

### マスコットキャラクターとしての名誉村長
そのほか、テーマパークでは岐阜県では同県加茂市の平成記念公園である日本昭和村の名誉村長に女優の中村玉緒を起用して、広報宣伝を行っている。また、日本大正村においては女優の司葉子が起用されている。志摩スペイン村の名誉村長にリディア・カルメン・セビリア駐日スペイン大使夫人が選ばれているほか、ちょんまげワールド伊勢の名誉村長に萩本欽一に選ばれている。文化施設では哲学者の梅原猛が碧南市哲学たいけん村無我苑名誉村長になっている。

### 失業者支援施設の名誉村長
日本では、派遣切りなど失業問題により生活困窮者を支援すべく年越し派遣村が設けられた際、元日本弁護士連合会会長の宇都宮健児が名誉村長として活動している。

## 名誉助役

### 自治体の名誉職としての名誉助役
日本の自治体では名誉職として名誉助役を置く例があった。埼玉県浦和町ー現在のさいたま市浦和区では、地方新聞『埼玉日日』、『埼玉毎日』の主筆を経て浦和町議会議員に転じた岸上克己が1926年（大正15年）に名誉助役となったのはその例である。

### 文献資料
- 上田正昭監修『日本人名大辞典』（講談社、2001年）ISBN 4062108003
- 日外アソシエーツ編『20世紀日本人名事典 あ～せ』（日外アソシエーツ、2004年）ISBN 4816918531

### 報道資料
- 『毎日新聞』2009年6月1日地方版/高知
- 『読売新聞』1997年5月17日東京朝刊
- 『読売新聞』2008年8月30日東京夕刊
- 『読売新聞』2012年10月20日中部朝刊

### インターネット資料
- ソウル市名誉副市長は、市民とソウル市を結ぶ現場のメッセンジャー！！！
- 豊橋市名誉市長・名誉市民
- Urban Legends Reference Pages: Nancy Cartwright